# Мондрагоне
Мондрагоне (итал. Mondragone) град је у јужној Италији. То је трећи по величини град округа Казерта у оквиру италијанске покрајине Кампанија.

## Природне одлике
Град Мондрагоне налази се у јужном делу Италије, на 60 км северозападно од Напуља. Град је налази на месту изласка плодне и густо насељене Кампањске равнице на обалу Тиренског мора, на надморској висини од око 10 m.

## Становништво
Према резултатима пописа становништва 2011. у општини је живело 27.070 становника.
| 1931.  | 1936.  | 1951.  | 1961.  | 1971.  | 1981.  | 1991.  | 2001.  | 2011.  |
| ------ | ------ | ------ | ------ | ------ | ------ | ------ | ------ | ------ |
| 10.245 | 11.376 | 15.600 | 18.053 | 19.800 | 20.539 | 22.277 | 24.155 | 27.070 |

Мондрагоне данас има око 27.000 становника, махом Италијана. Последњих деценија број становника у граду расте.

## Партнерски градови
- Будимпешта V округ
- Будимпешта